# Ирландско-канадские отношения
Ирландско-канадские отношения — двусторонние дипломатические отношения между Ирландией и Канадой.

## История
В XVII веке в Канаду прибыли первые ирландские переселенцы на французских кораблях во время Французской колонизации Америки. В XVIII веке ирландские рыбаки прибыли в Ньюфаундленд и Лабрадор с целью ловить рыбу, многие из них остались жить в этой провинции. К 1850 году в Канаде проживало более 500 000 ирландских эмигрантов, хотя многие из них затем уехали жить в Соединённые Штаты Америки. До 1922 года Канада и Ирландия являлись частью Британской империи, следовательно их международные отношения регулировались Лондоном. С 1922 по 1937 год существовало Ирландское Свободное государство, которое являлось британским доминионом как и Канада. В 1929 году Канада направила Джона Холла Келли в Ирландию который стал первым канадским Верховным комиссаром в этой стране. Это происходило в те времена, когда Лондон не разрешал Канаде иметь посольства в большинстве стран мира, а представителю Великобритании в Ирландии не разрешалось иметь статус посла. В 1937 году Ирландия изменила свою конституцию с целью обретения полной независимости от Великобритании, однако сохранилась некоторая неопределенность в отношении роли Лондона в ирландском законодательстве. В 1931 году после подписания Вестминстерского статута Канада стала суверенной и независимой страной. В 1939 году Ирландия и Канада открыли дипломатические представительства в столицах друг друга.
В 1948 году премьер-министр Ирландии Джон Костелло посетил Канаду с официальным визитом, где объявил Ирландию республикой. До сих пор до конца не ясна причина того, почему Джон Костелло сделал это объявление именно в Канаде. Возможно, он был оскорблен поведением генерал-губернатора Канады Харольда Александера, который был северо-ирландского происхождения и предположительно разместил символы Северной Ирландии на званном ужине с участием Джона Костелло, в частности, копию знаменитой пушки Ревущая Мэг, использовавшейся при Осаде Дерри. Согласно предварительной договоренности на ужине должны были прозвучать тосты за здравие королю Великобритании и президенту Ирландии, однако в результате прозвучат только тост за здравие короля, что вызвало ярость ирландской делегации. Вскоре после этих событий Джон Костелло объявил о намерении создать республику. Согласно другим версиям это решение было принято им не спонтанно, а он планировал объявить о создании республики в Канаде, а ирландская пресса придумала историю о недружелюбном приеме. В 1986 году премьер-министр Канады Брайан Малруни объявил, что Канада вложит 10 млн. долларов США в течение 10 лет в Северную Ирландию и Ирландскую Республику для стимулирования программ экономического и социального развития. В последние годы Канада активно поддерживает мирный процесс в Северной Ирландии: бывший Начальник штаба обороны Джон де Частелан возглавил Независимую международную комиссию по разоружению противоборствующих сторон. В августе 2017 года премьер-министр Ирландии Лео Варадкар прибыл с официальным визитом в Канаду и вместе с премьер-министром Джастином Трюдо принял участие в гей-параде в Монреале. Около 4,5 млн. канадцев имеют ирландские корни (приблизительно 14 % населения Канады).

## Торговля
В 2015 году объём товарооборота между странами составил сумму 2,2 млрд. канадских долларов. Экспорт Канады в Ирландию: химические продукты, транспортные средства и оборудование, машинное оборудование, механические и электронные изделия. Экспорт Ирландии в Канаду: химические продукты, специализированные инструменты, продукты питания. В октябре 2016 года Канада и Европейский союз (включая Ирландию) подписали Всеобъемлющее экономическое и торговое соглашение.

## Дипломатические представительства
- Ирландии имеет посольство в Оттаве[8].
- У Канады имеется посольство в Дублине[9].